# Bildhölzer im Werdauer Wald
Bildhölzer im Werdauer Wald este o arie protejată (arie specială de conservare — SAC, sit de importanță comunitară — SCI) din Germania întinsă pe o suprafață de 125 ha, integral pe uscat.

## Localizare
Centrul sitului Bildhölzer im Werdauer Wald este situat la coordonatele 50°42′37″N 12°16′19″E / 50.7103°N 12.2719°E.

## Înființare
Situl Bildhölzer im Werdauer Wald a fost declarat sit de importanță comunitară în iunie 2002 pentru a proteja 2 specii de animale. Situl a fost protejat și ca arie specială de conservare în aprilie 2011.

## Biodiversitate
Situată în ecoregiunea continentală, aria protejată conține 2 habitate naturale: Păduri de fag Luzulo-Fagetum, Păduri aluvionare cu Alnus glutinosa și Fraxinus excelsior (Alno-Padion, Alnion incanae, Salicion albae).
La baza desemnării sitului se află mai multe specii protejate de  mamifere (2): liliac cârn (Barbastella barbastellus), liliac comun (Myotis myotis)